# 范·贝多芬号列车
范·贝多芬号（德語：Van Beethoven）是曾經运营于荷兰首都阿姆斯特丹经比利时至前西德首都波恩间一班国际列车所使用的名称，由德国联邦铁路（1994年后为德国铁路）在1972年至2002年间开行。其命名源自德国古典主义音乐作曲家路德维希·范·贝多芬，后者原籍法兰德斯，但出生于波恩。列车曾先后被纳入全欧快车及城际列车等类别，直至2002年停运。

## 全欧快车
范·贝多芬号的前身是自1953年起开行、连接荷兰首都阿姆斯特丹至德国金融中心法兰克福的全欧快车莱茵-美因号。随着后者的东行运行区间在1971年秋天缩短至波恩终到，列车不再进入美因河沿岸，导致其最终于1972年5月28日被更名为范·贝多芬号。范·贝多芬号沿用了前者的车次编号（TEE23/24次）及机车车辆（由电力机车牵引的莱茵的黄金型车厢），乘客若欲前往法兰克福可以在科隆或波恩换乘后续的全欧快车蓝宝石号（布鲁塞尔－法兰克福），其所需时间与此前相比增加了8分钟。
| 23次 | 23次  | 停靠站     | 22次  | 22次 |
| 里程 | 时刻  | 停靠站     | 时刻  | 里程 |
| ---- | ----- | ---------- | ----- | ---- |
| 0    | 18:06 | 阿姆斯特丹 | 11:52 | 482  |
| 39   | 18:34 | 乌得勒支   | 11:26 | 443  |
| 97   | 19:09 | 阿纳姆     | 10:53 | 385  |
| 127  | 19:37 | 埃默里希   | 10:32 | 355  |
| 196  | 20:14 | 杜伊斯堡   | 09:51 | 286  |
| 259  | 20:54 | 科隆       | 09:14 | 223  |
| 293  | 21:13 | 波恩       | 08:51 | 189  |
| －   | －    | 科布伦茨   | 08:14 | 130  |
| －   | －    | 美因茨     | 07:24 | 38   |
| －   | －    | 法兰克福   | 07:00 | 0    |

1976年5月30日，为响应德国国会议员的建议，范·贝多芬号的东行运行线路被延长至纽伦堡终到，列车单程运行时间增加了两小时以上，约在凌晨1:30分抵达纽伦堡。其中科隆－纽伦堡区间沿德国城际列车2号线运行，目的是要取代原鹰号（Adler）的时刻表。此外，列车也需要连续在法兰克福火车总站及威斯巴登火车总站进行换向。
1978年，德国联邦铁路决定恢复列车在阿姆斯特丹至法兰克福间的双向停站服务，因此范·贝多芬号在纽伦堡的终到也获得了一个体面的时刻（23:58分）。同时，自1978年5月28日起，德国联邦铁路开始在范·贝多芬号所行经的城际列车2号线区间中搭载二等车厢。其中东行的运行线路调整为阿姆斯特丹史基浦機場－法兰克福，列车在这一区间仍享受全欧快车待遇，而法兰克福至纽伦堡路段搭载二等车厢的编组则获得相同的名称、但使用IC23次的车次编号，并且只有1节车厢提供史基浦机场至纽伦堡的直通服务。

## 城际列车
1979年5月27日，范·贝多芬号搭载二等车厢的运行区间被拓展至全路段，因已不再符合全欧快车的标准，它在德国境内被降级为城际列车（IC）类别。至1980年6月，列车在全路段都被定位为国际性质的城际列车类别。此时范·贝多芬号双向都在阿姆斯特丹－法兰克福间运行，但东行列车沿莱茵河右岸运行，并经停美因茨；西行列车则与全欧快车时代一样沿莱茵河左岸运行，并经停威斯巴登。
在1983年5月29日进行的运行图调整中，荷兰铁路与德国联邦铁路对运行于两国间的国际列车进行了调整。范·贝多芬在此时停运，另一班城际列车伦勃朗号则开始接替前者原有的线路及时刻表运行。
范·贝多芬号的列车名称在随后也被陆续运用至德国国内不同的城际列车班次中：
- 1985年6月2日–1986年5月31日：多特蒙德 - 科布伦茨
- 1986年6月1日–1988年5月28日：多特蒙德 - 慕尼黑
- 1988年5月29日–1991年6月1日：多特蒙德 - 科布伦茨
- 1992年5月31日–1993年5月22日：波恩 - 柏林
- 1999年9月26日–2002年12月14日：多特蒙德 - 慕尼黑

## 现况
自2002年以来，阿姆斯特丹－法兰克福间开设有经由科隆-莱茵/美因高速铁路运行的直通城际快车（ICE）服务。在2009年冬季的运行图中，每天共有6班（取决于工作日或休息日）城际快车往返于阿姆斯特丹中央车站至法兰克福火车总站之间、以及1班城际快车往返于阿姆斯特丹中央车站经法兰克福机场至巴塞尔之间。其中阿姆斯特丹－法兰克福的单程耗时约为3小时56分。

## 脚註
1. ↑  Mertens & Malaspina 2007，第326頁.
2. ↑  Hajt 2001，第74頁.
3. ↑  Goette 2008，第79頁.
4. ↑  Scharf & Ernst 1983，第403頁.
5. 1 2 3  Mertens & Malaspina 2007，第326-328頁.
6. ↑  Goette 2008，第81頁.
7. ↑  Malaspina 2006，第16-19頁.
8. ↑  Scharf & Ernst 1983，第451頁.
9. 1 2  Malaspina 2005，第99頁.
10. ↑  Mertens & Malaspina 2007，第328頁.
11. ↑  Cook 2009，第28頁.